# Боккетти, Сальваторе
Сальвато́ре Бокке́тти (итал. Salvatore Bocchetti; род. 30 ноября 1986, Неаполь) — итальянский футболист, центральный защитник; тренер. Выступал за сборную Италии.

## Клубная карьера

### Ранние годы

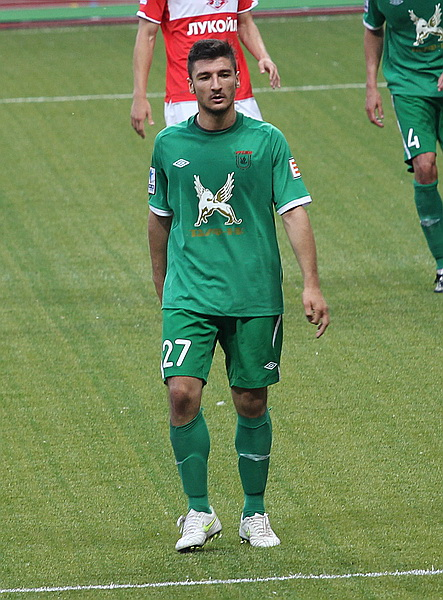
Боккетти в составе «Рубина»

Сальваторе Боккетти начал играть в футбол в школе Пьедимонте Д’Алифе ди Пишинола, команда которой выступала в чемпионате района. В возрасте 13-ти лет пошёл в школу клуба «Асколи», где провёл четыре года. В 2005 году был отдан в аренду клубу серии C1 «Виртус Ланчано». Затем вернулся в «Асколи» и провёл за клуб два матча, дебютировав в серии A 20 декабря 2006 года в игре с «Палермо». В январе 2007 года Боккетти был арендован клубом «Фрозиноне», который также получил право на выкуп 50 % контракта игрока за 400 тыс. евро. По окончании сезона «Фрозиноне» этим правом воспользовался. Сальваторе провёл в команде ещё один сезон, и клуб приобрёл оставшуюся часть трансфера за 1,5 млн евро.
19 июня 2008 года Боккетти перешёл в «Дженоа», заплативший за половину прав на защитника 2,2 млн евро. В генуэзском клубе он составил трио основных игроков обороны вместе с центральными защитниками Маттео Феррари и Джузеппе Бьявой. 24 марта 2010 года Боккетти забил первый гол в составе «россоблю», поразив ворота «Палермо» (2:2). В том же сезоне он забил первый в карьере автогол, поразив свои ворота в матче с «Пармой» (2:3).
Летом 2010 года «Зенит» предлагал за Боккетти 12 млн евро, однако руководство «Дженоа» отказало петербуржцам. 29 августа того же года казанский «Рубин» подписал контракт с Боккетти на три с половиной года. Сумма трансфера составила по разным оценкам от 9,5 до 15 млн евро.

### «Рубин»
Сальваторе дебютировал в матче 20-го тура чемпионата России с пермским «Амкаром». Выйдя на замену на 77-й минуте, Боккетти первым же касанием забил гол после подачи углового, однако судья этой встречи Владимир Петтай не засчитал его из-за нарушения правил. 25 сентября Боккетти забил первый гол за «Рубин», принеся победу его команде над «Аланией». В 23 туре в матче против «Сибири» Боккети забил свой второй мяч за новый клуб.
Осенью ходили слухи о переходе Боккетти в миланский «Интер», но футболист их опроверг:

Да, я действительно давал интервью итальянским СМИ во время перехода в «Рубин», и я думал, что мой переезд в Россию закроет для меня двери в сборную Италии. Но в данный момент меня всё устраивает и в «Рубине», и в Казани и уезжать отсюда я не собираюсь. Чтобы попасть в сборную мне надо усердно работать и полностью выкладываться на тренировках и в играх за «Рубин».
2 октября 2011 года в гостевом матче 26-го тура чемпионата России 2011/12 против «Томи» Боккетти оформил свой первый дубль за «Рубин», принеся казанцам победу со счётом 2:0. В Кубке России, подыграв себе рукой, забил решающий мяч в ворота «Ростова». В финальном матче этого турнира «Рубин» обыграл московское «Динамо» со счётом 1:0. Боккетти вышел на поле на 87-й минуте и помог команде сохранить победный счёт.

### «Спартак» (Москва)

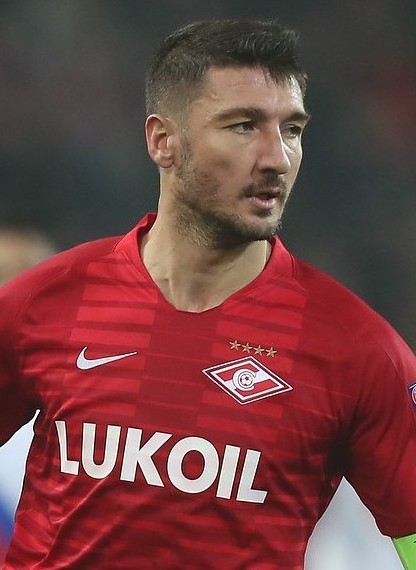
Боккетти в составе «Спартака»

25 января 2013 года было объявлено, что московский «Спартак» и «Рубин» договорились о трансфере Боккетти. После успешного прохождения медобследования итальянец подписал долгосрочный контракт с «красно-белыми».
Сразу после перехода Сальваторе завоевал место в стартовом составе московского клуба, став незаменимой частью его обороны. 19 августа 2013 года стало известно, что у Боккетти диагностирован разрыв передней крестообразной связки и частичный разрыв наружной боковой связки правого коленного сустава, полученный в матче 5-го тура чемпионата России 2013/14 против «Рубина». Однако проведённая в США артроскопия не подтвердила первоначальный диагноз, крестообразные связки оказались не повреждены. В ходе операции у Боккетти был удалён наружный мениск и произведена пластика повреждённых хрящей. Боккетти приступил к тренировкам без ограничений с полной нагрузкой 17 сентября 2014 и принял участие лишь в трёх матчах чемпионата России 2014/15. После возвращения защитника на поле стали появляться слухи о его возвращении в Италию — игроком интересовались «Милан» и «Дженоа». В январе 2015 года «Спартак» отказался отдавать Боккетти в аренду «Роме» на 18 месяцев. После возвращения из аренды и смены тренера в клубе Боккетти заявил, что больше не собирается уезжать из «Спартака».
В декабре 2016 года агент Боккетти, Андреа Д’Амико, заявил, что футболистом, контракт которого заканчивается летом 2017 года, интересуются клубы из России, Турции и Италии, также Сальваторе хотел оставить «Спартак», предложивший защитнику 2 млн евро в год. Позже Боккетти отказал «Бешикташу»: футболиста не устроил личный контракт, предложенный турецкой командой.
19 июня 2019 года «Спартак» объявил о намерении расторгнуть контракт с Боккетти. 6 июля контракт с Боккетти с московской командой был официально расторгнут по обоюдному согласию.

#### Аренда в «Милан»
27 января 2015 года официальный сайт «Спартака» объявил о том, что итальянский защитник на правах аренды до конца сезона отправится в «Милан». По окончании сезона «Милан» отказался продлевать аренду или покупать права на игрока. По окончании сезона 2014/15 вернулся в «Спартак», а сезон 2015/16 начал в качестве основного защитника московского клуба. 23 апреля в матче против «Мордовии» впервые вывел команду на поле в качестве капитана. Также в этом матче сумел отличиться голом.

### Дальнейшие годы
25 июля 2019 года на правах свободного агента подписал контракт с итальянским клубом «Эллас Верона», контракт рассчитан на 2 года.
29 сентября 2020 года Боккетти на правах аренды присоединился к клубу серии B «Пескара».
30 июня 2021 года объявил о завершении карьеры. По словам агента, Боккетти собирается начать тренерскую карьеру в Италии.

## Карьера в сборной
Боккетти начал карьеру в сборной Италии до 21 года 25 марта 2008 года в игре с Азербайджаном. В том же году стал игроком её основы. В составе сборной он победил на турнире в Тулоне и стал участником Олимпиады 2008.
В 2009 году Марчелло Липпи вызвал Боккетти в первую сборную Италии.

Моя мечта сбылась, когда мне пришёл вызов в сборную Италии. Ещё в прошлом году я защищал цвета «Фрозиноне», которая выступает в серии B. Попадание в сборную Италии — огромное достижение. Думаю, это награда за всю работу, которую я выполняю с самого детства. Переход в «Наполи» стал бы осуществлением другой моей мечты, но я рад, что играю в «Дженоа».

28 марта 2009 года в матче с Черногорией Боккетти остался на скамье запасных. 10 октября того же года в игре с ирландцами футболист дебютировал в национальной сборной, выйдя на замену на 76-й минуте. 14 октября 2009 года Боккетти впервые вышел в стартовом составе сборной Италии в матче с Кипром. В том же году с молодёжной сборной он участвовал в чемпионате Европы, где итальянцы выбыли на стадии полуфинала.
Был включён Липпи в состав сборной Италии на чемпионат мира 2010 года в ЮАР, однако не сыграл на неудачном для итальянцев турнире ни одного матча. Был в предварительной заявке на Евро-2012, но на чемпионат не попал.
| № | Дата            | Оппонент  | Счёт  | Голы Боккетти | Соревнование             |
| 1 | 10 октября 2009 | Ирландия  | 2 : 2 | —             | Отборочные матчи ЧМ-2010 |
| 2 | 14 октября 2009 | Кипр      | 3 : 2 | —             | Отборочные матчи ЧМ-2010 |
| 3 | 18 ноября 2009  | Швеция    | 1 : 0 | —             | Товарищеский матч        |
| 4 | 3 июня 2010     | Мексика   | 1 : 2 | —             | Товарищеский матч        |
| 5 | 5 июня 2010     | Швейцария | 1 : 1 | —             | Товарищеский матч        |

## Тренерская карьера
10 марта 2021 года Боккетти окончил курсы и получил тренерскую лицензию. 2 июля 2021 года начал свою тренерскую карьеру, возглавив юношескую команду «Эллас Вероны», но уже 14 сентября 2021 года покинул молодёжную команду и стал ассистентом Игора Тудора в главной команде.
13 октября 2022 года было объявлено о назначении 35-летнего специалиста на пост наставника «Вероны», занимавшей на момент его прихода 18-ю строчку в турнирной таблице Серии А.
23 декабря 2024 года возглавил «Монцу», подписав контракт до 30 июня 2027 года. 13 января 2025 года одержал во главе клуба свою первую победу, в рамках 19-го тура чемпионата Италии была переиграна «Фиорентина» (2:1). 10 февраля 2025 года «Монца» уволила Боккетти с поста главного тренера, под его руководством команда одержала одну победу при шести поражениях.

## Достижения

### Командные
«Рубин»
- Бронзовый призёр чемпионата России: 2010
- Обладатель Кубка России: 2012
- Обладатель Суперкубка России: 2012

«Спартак» (Москва)
- Чемпион России: 2016/17
- Бронзовый призёр чемпионата России: 2017/18
- Обладатель Суперкубка России: 2017

### Личные
- В списках 33 лучших футболистов чемпионата России (2): 2011/12 (№ 3); 2012/13 (№ 2).

## Игровая характеристика
Боккетти — центральный защитник, также мог играть опорника. В официальных матчах на позиции опорного полузащитника не играл. Исключения — последний матч сезона чемпионата России по футболу 2011/2012 с ЦСКА, а также победная игра за Суперкубок России 2012 с «Зенитом».

## Вне футбола
В Казани жил один. По словам футболиста, в столицу Татарстана часто приезжали его родители, родственники. Сам он тоже регулярно навещал родню в Италии. В России увлёкся настольным теннисом, в который часто сражался с партнёром по «Рубину» Арлаускисом. Активный пользователь Твиттера.
Женат на россиянке Катерине Мальцевой с 13 мая 2014 года. 16 сентября 2014 года у Боккетти в Москве родился сын, которого назвали Марио, а 30 июля 2016 года родилась дочь Грейс. Помимо родного итальянского, также свободно владеет русским, английским и испанским языками.